# Yaqob Beyene
Pour les articles homonymes, voir Beyene.
Yaqob Beyene, né à Maiberazio, un petit village à l'ouest d'Adigrat (Ethiopie), le 8 janvier 1936 et mort le 8 mai 2025,,est un professeur, traducteur, bibliothécaire, spécialiste en langues sémitiques et en l'histoire, les langues et les littératures de l'Éthiopie et de l'Orient chrétien.

## Biographie
Né en Ethiopie, Yaqob Beyene a fait de Naples sa deuxième patrie et le centre de sa carrière académique. Détenteur de deux diplômes, obtenus à l'Université de Naples - L'Orientale, il est entré dans l'administration de cette université comme bibliothécaire, pendant plus de quarante ans. Il a aussi enseigné comme professeur ordinaire, auprès de diverses chaires du même Institut et il a été directeur du département d'études arabo-islamiques et de la méditerranée.

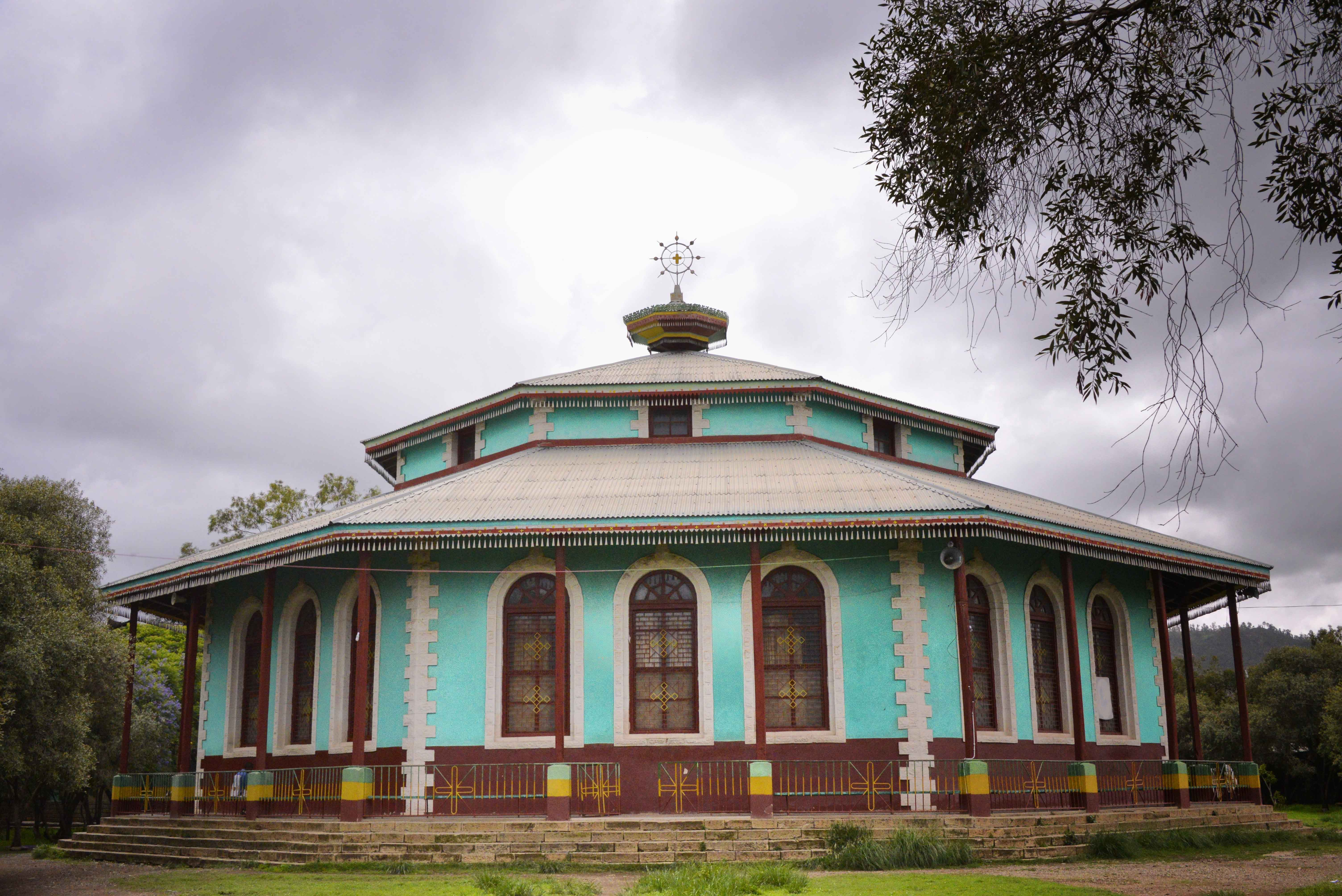
Adigrat, Église orthodoxe

Il a été aussi membre du comité scientifique et codirecteur de plusieurs magazines et de séries d'études sur l'Ethiopie. Il est auteur de publications spécialisées. Éthiopien d'origine, Yaqob Beyene a apporté et il continue à contribuer aux études sur la langue et la littérature Tigrigna et sur des écrits de caractère théologique et historique de l'Église orthodoxe orientale : en particulier il a préparé la traduction de l'édition, en 4 volumes, du Livre du Mystère (Maṣḥafa Mesṭir), de l'abbé théologien éthiopien du XIVe siècle -XVe siècle Georges de Sagla (Giyorgis Säglawi), saint de l'Église éthiopienne). Il a collaboré au programme CSCO (Corpus scriptorum Christianorum Orientalium) qui est une recension de textes chrétiens orientaux, de plus de 600 volumes, commencée en 1903.

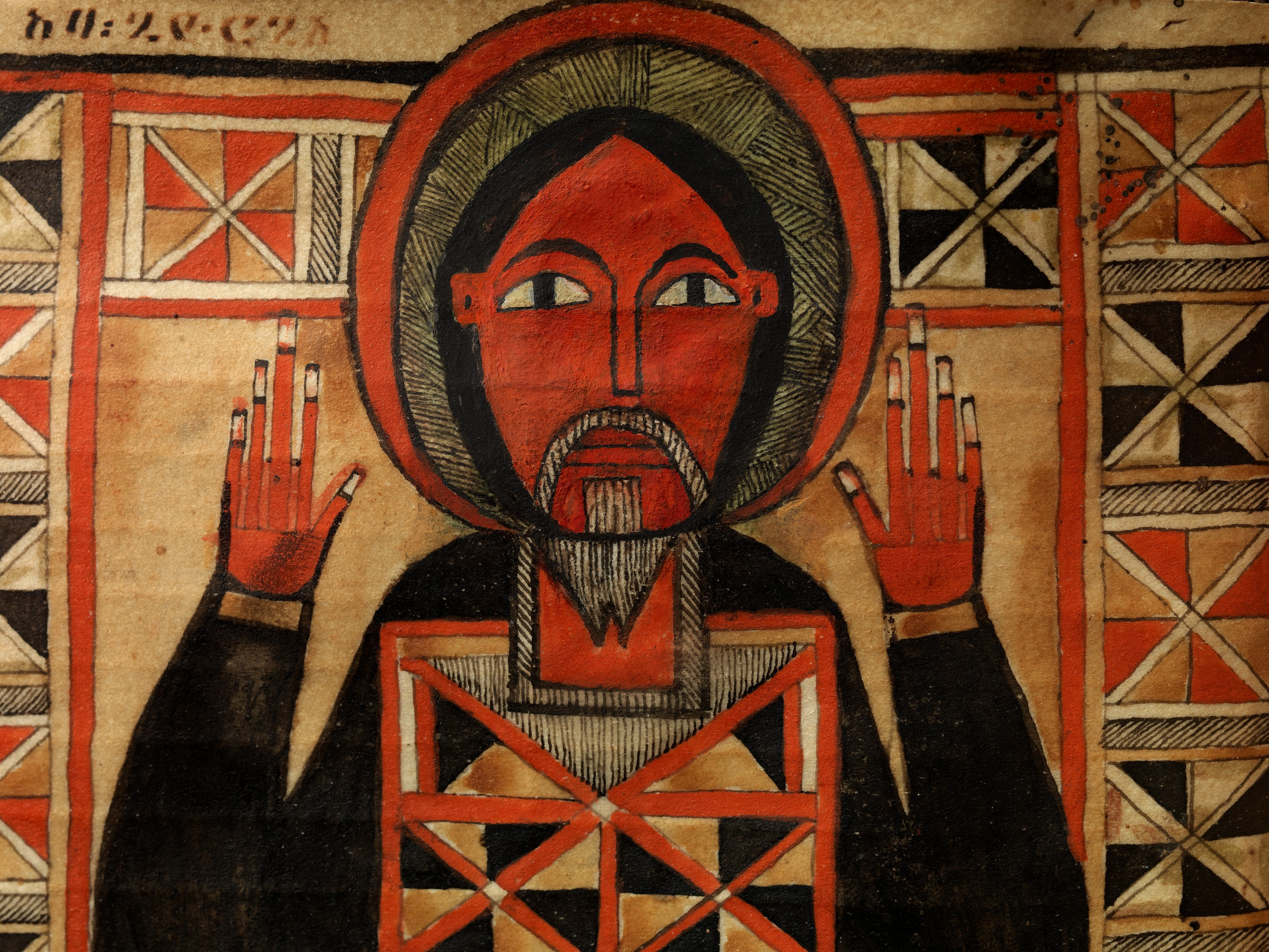
Baselyos, L'Orgue de la Vierge (Arganonä Maryam) de Georges de Sagla (MET)

## Æthiopica et Orientalia
Æthiopica et Orientalia: Studi in Onore di Yaqob Beyene est un œuvre en deux volumes qui rassemble 35 contributions, de différents chercheurs, qui a été présenté en hommage à Yaqob Beyene et qui concerne la philologie, la linguistique, l'ethnologie, l'anthropologie, l'archéologie et l'histoire religieuse laïque de la région érythrée-éthiopienne.

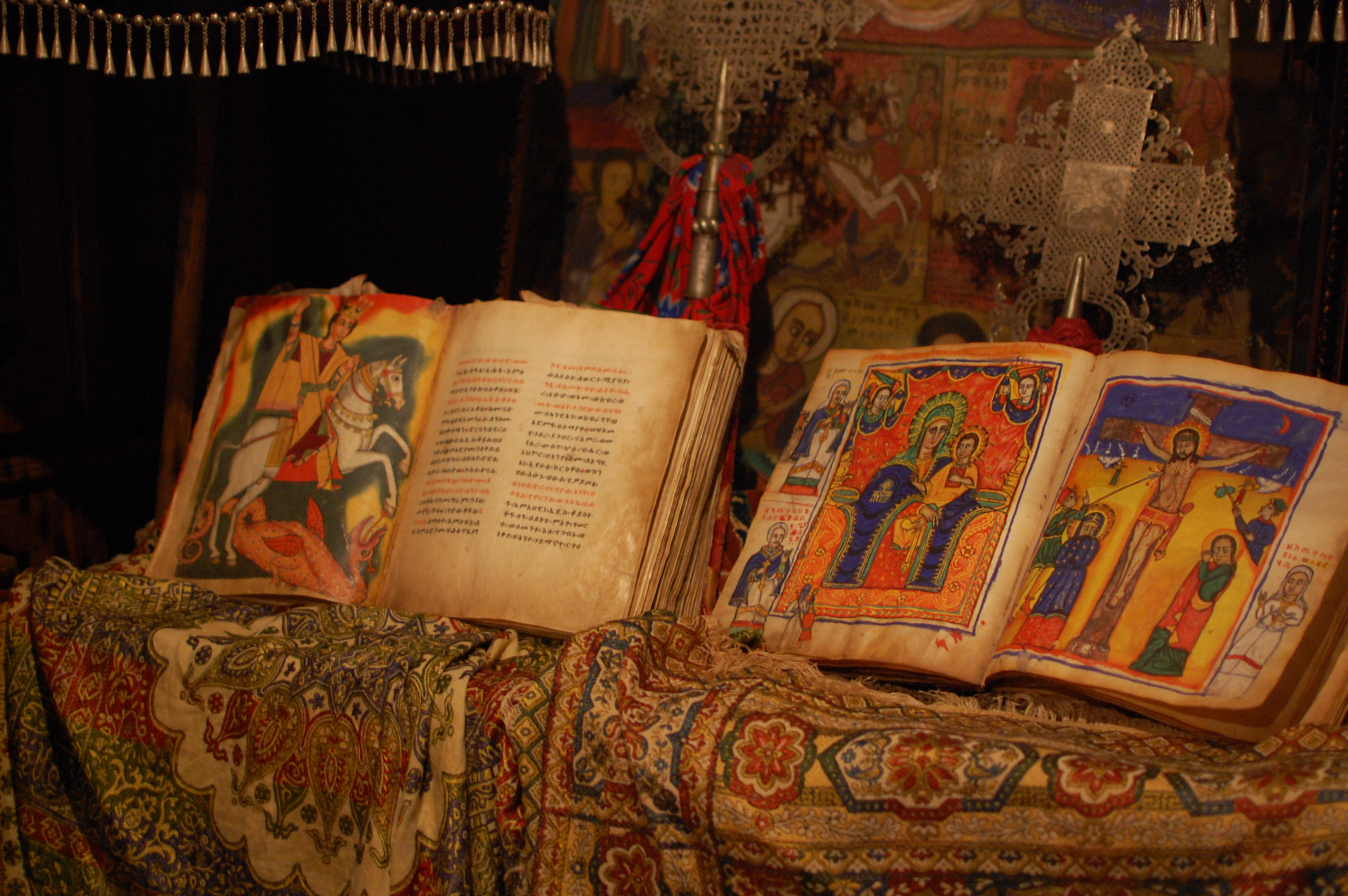
Livres dans le musée du monastère orthodoxe d'Ura Kidane Mehret (Ethiopie)

## Œuvres

### Livres
- (it) L'unzione di Cristo nella teologia etiopica : contributo di ricerca su nuovi documenti etiopici inediti (aussi en Amharique), Rome, Pont. institutum studiorum orientalium, 1981.

### Traductions
- (it + gez) Feseha Giyorgis (trad. Yaqob Beyene - éthiopien ancien ou classique), Storia d'Etiopia, Naples, Istituto universitario orientale, 1987.
- (it + gez) Georges de Sagla (trad. Yaqob Beyene), Il libro del mistero (Mashafa mestir), vol. 1, Lovanii, in aedibus E. Peeters, 1990.
- (it + gez) Georges de Sagla (trad. Yaqob Beyene), Il libro del mistero (Mashafa mestir), vol. 2, Lovanii, in aedibus E. Peeters, 1993.

### Curatelles
- (it) Yaqob Beyene (curatelle de), Etiopia e oltre. Studi in onore di Lanfranco Ricci, Naples, Istituto Universitario Orientale. Dipartimento di Studi e Ricerche su Africa e Paesi Arabi, 1994-1995 (lire en ligne)

### Articles
- (it) Takla Haymanot (aussi en langue Tgrigna), « Un opuscolo cattolico di polemica teologica in tigrino del XIX secolo (ʼAb leʻli ʼumataynā haymānot lezikkarākar zikon mellāš) », Annali / Istituto orientale di Napoli, Naples, Istituto Orientale, no suppl. 6 / 1,‎ 1976.
- (it) « Controversie cristologiche in Etiopia : contributo alla storia delle correnti e della terminologia nel secolo XIX », Annali / Istituto orientale di Napoli, Naples, Istituto Orientale, vol. 37, no suppl. 11/2,‎ 1977.
- (it) « La leggenda della regina di Saba e la figura della donna in Etiopia », Donne e proprieta : un'analisi comparata tra scienze storico-sociali, letterarie, linguistiche e figurative, Naples, Istituto Universitario Orientale, vol. 2,‎ 1997, p. 11-33.
- (it) « L'Etiopia all'ombra di S. Pietro », Roma, la Campania e l'Oriente cristiano antico : Giubileo 2000 : atti del Convegno di studi : Napoli, 9-11 ottobre 2000 / a cura di Luigi Cirillo, Giancarlo Rinaldi, Naples, Università degli studi L'Orientale,‎ 2004, p. 425-439.
- (it) « La croce nella tradizione culturale etiopica », La croce: iconografia e interpretazione (secoli I-inizio 1XVI) : Atti del Convegno internazionale di studi : (Napoli, 6-11 dicembre 1999), vol. 2 / a cura di Boris Ulianich, Naples, Elio de Rosa,‎ 2007, p. 183-205 (ISBN 978-88-7369-086-3).